# Crosthwaite and Lyth
Crosthwaite and Lyth – civil parish w Anglii, w Kumbrii, w dystrykcie (unitary authority) Westmorland and Furness. W 2001 miejscowość liczyła 562 mieszkańców.